# Patrice Casimir
Pour les articles homonymes, voir Casimir.
Patrice Casimir est un gymnaste français, né  le 4 juillet 1972 à Saint-Pierre (La Réunion). Il est aujourd'hui entraîneur sportif.

## Biographie
Patrice Casimir est un gymnaste français, né le 4 juillet 1972 au Port (La Réunion). Il est aujourd'hui entraîneur sportif à Nice. Père de trois enfants et diplômé d’un brevet d’État, il a été  directeur technique du club de gymnastique du Port.
Patrice Casimir découvre la gymnastique à l’âge de 8 ans. Il quitte la Réunion à 12 ans pour suivre un entraînement de haut niveau à Antibes. 
Entre 1988 et 1996, il sera sept fois champion de France par équipe et triple champion de France lors des championnats de France de gymnastique en 1990, 1993 et 1995.
Il fait partie de l’équipe de France qui participe aux Jeux Olympiques de Barcelone en 1992. En 1996 il est médaillé de bronze au cheval d’arçons aux championnats d’Europe et termine quatrième sur cet agrès aux jeux d’Atlanta. En 2000, son frère Eric le rejoint en équipe de France.
En 1997, il revient à la Réunion où il entraîne désormais les jeunes espoirs de la gymnastique de l’île.
Il est le frère du gymnaste Éric Casimir.

## Palmarès
- Entre 1988 et 1996 -  7 fois champion de France par équipe.
- 1990, 1993, 1995 :  triple champion de France de Gymnastique.
- 1992 - 31e (finaliste) au concours général individuel aux Jeux olympiques de Barcelone.
- 1996 - 4e au cheval d'arçons aux Jeux olympiques d'Atlanta.
- 1996 -  Médaille de bronze au cheval d'arçons au championnat d’Europe.